# Affaire Pilotes F1/FISA 1982
L'Affaire Pilotes F1/FISA 1982 commence à l'inter saison 1981-1982 lorsque la Fédération internationale du sport automobile, tout juste remise de sa querelle avec la Formula One Constructors Association grâce aux Accords Concorde, entreprend une restructuration des championnats du monde pilotes et constructeurs. La FOCA a été invitée à siéger dans l'ensemble des commissions de travail mais les pilotes n'ont pas été associés à ces refontes des réglementations. S'ensuit une grève des pilotes lors du Grand Prix automobile d'Afrique du Sud 1982, qui débouchera vers la satisfaction des revendications des pilotes.

## Le point d'achoppement: la super-licence
La nouvelle réglementation de la Formule 1 institue une « super-licence », nécessaire aux pilotes, aux constructeurs et aux organisateurs de Grand Prix pour participer au championnat. Cette super-licence comporte deux articles qui déplaisent fortement aux pilotes. L'article no 1 stipule que les pilotes doivent inscrire la date d'expiration de leur contrat avec leurs employeurs alors que la super-licence n'est délivrée que pour une saison. L'article no 5 stipule que les pilotes s'engagent à ne pas faire de tort aux intérêts matériels et moraux ou à l'image du championnat du monde de Formule 1. 
À leur arrivée sur le circuit de Kyalami près de Johannesburg en Afrique du Sud, afin de disputer le premier Grand Prix de la saison 1982, les pilotes se voient obligés de signer une demande d'attribution de cette super-licence contre laquelle ils ont émis des réserves, réserves dont les instances dirigeantes n'ont jamais tenu compte. Cette demande de super-licence doit être signée avant de pouvoir prendre part au Grand Prix.

## Premier front de lutte des pilotes
Le mardi soir précédant la course, les pilotes, sous l'impulsion de Niki Lauda, se réunissent afin de demander un aménagement du texte régissant la super-licence qui prenne en compte leur point de vue. Les pilotes décident de ne pas signer leur demande de super-licence et certains d'entre eux, qui avaient déjà fait cette demande, rédigent une lettre de récusation.
Le lendemain matin, mercredi, une commission des instances dirigeantes est réunie et Didier Pironi, président du GPDA (Grand Prix Drivers' Association) présente les desideratas des pilotes. Celui-ci n'est pas écouté : la FISA réaffirme que les pilotes qui ne signent pas leur demande de super-licence seront, ainsi que leur écurie, exclus du championnat.

## Second front de lutte des pilotes
À la suite de ce premier échec face à la FIA et à la FOCA, les pilotes ne se résignent pas et, le jeudi 20, à 8 h 30, juste avant les premiers essais libres affrètent un autocar et quittent le circuit de Kyalami. Suivi par une meute de journalistes perplexes, le bus se rend à Johannesburg, à 30 km du circuit où les pilotes s'enferment dans une salle de réunion de l'hôtel Sunny Side. Seul Didier Pironi quitte l'hôtel pour retourner sur le circuit dans l'espoir qu'une réponse favorable de Jean-Marie Balestre et Bernie Ecclestone sera fournie à la demande de ses pairs.
Les instances dirigeantes se réunissent pendant plusieurs heures puis, en début d'après-midi, la FISA annonce qu'elle suspend les trente-et-un pilotes en rébellion à vie. Elle offre tout de même une porte de sortie : les pilotes qui se présentent le vendredi 21 entre 8 et 9 h pour signer leur demande d'obtention d'une super-licence ne seront pas sanctionnés. 

## Troisième front de lutte des pilotes
Les pilotes font une nouvelle fois bloc, malgré quelques heurts verbaux car certains subissent les pressions de leur directeur sportif. Ils décident néanmoins de rester tous ensemble, y compris Nelson Piquet et Riccardo Patrese, pilotes de l'écurie Brabham de Bernie Ecclestone, et de passer la nuit dans l'hôtel de Johannesbourg. Ne manquent à l'appel que Jochen Mass qui a raté le départ du bus le jeudi matin et Teo Fabi qui a craqué sous la pression de son directeur d'écurie Ted Toleman. La plupart des pilotes passe donc la journée du jeudi et la nuit du jeudi au vendredi dans le salon de l'hôtel afin de maintenir la pression sur les instances dirigeantes et obtenir un recul de leurs positions.
Le vendredi 21 à 8 h 15 du matin, Niki Lauda, lors d'une conférence de presse, annonce que Didier Pironi est allé à nouveau au circuit afin de négocier. À la suite de cette action, les pilotes obtiennent un accord verbal sur le réexamen des textes de cette super-licence.

## Résolution du conflit
À 10 h, alors que les commissaires de piste mettent en place la procédure réglementaire des essais libres, la fin des hostilités est annoncée, Pironi déclarant avoir obtenu toutes les garanties nécessaires. Les pilotes prennent part aux essais libres bien que Jean-Marie Balestre déclare qu'aucun engagement écrit n'a été signé. Il indique toutefois s'être engagé à réexaminer le point no 1 afin de donner aux pilotes les mêmes garanties qu'aux constructeurs. 
Après la course, remportée par Alain Prost, la FISA veut suspendre les grévistes mais la sanction est rapidement transformée en amende, réglée par les écuries. Les pilotes du GPDA ont remporté leur bras de fer.